# Khalid III bin Muhammad al-Qasimi
Khalid III bin Muhammad al-Qasimi (in arabo خالد بن محمد القاسمي‎?; Sharja, 1927 – Sharja, 24 gennaio 1972), è stato emiro di Sharja dal 1965 al 1972.

## Biografia
Khalid bin Muhammad nacque a Sharja nel 1927 ed era figlio dello sceicco Muhammad bin Saqr al-Qasimi, emiro di Sharja per poche settimane nel 1951.
Divenne emiro di Sharja, il 24 giugno 1965, dopo la deposizione del cugino e cognato Saqr III bin Sultan, avvenuta ad opera degli inglesi e con il consenso della famiglia reale. Il giorno successivo il suo status di sovrano fu confermato da William Luce, residente politico britannico in Bahrein. Un uomo tranquillo e senza pretese, istituì per la prima volta una forza di polizia formale a Sharja ed ebbe un ruolo chiave nei colloqui per l'unificazione degli Stati della Tregua. Il 2 dicembre 1971 firmò una costituzione provvisoria grazie alla quale l'emirato di Sharja entrò a far parte degli Emirati Arabi Uniti. Prima della creazione della Federazione diresse una sessione del Consiglio dei regnanti.
Fu anche responsabile della demolizione del forte di Sharja, nel tentativo di espiare il ricordo di Saqr III. La demolizione fu interrotta da suo fratello, Sultan, che salvò molti degli infissi e fece dei disegni dell'edificio. Arrivato troppo tardi per salvare la maggior parte del forte, persuase comunque suo fratello a cessare la demolizione. Tutto ciò che restava era un'unica torre, il "bourj". Circa vent'anni dopo, Sultan fece restaurare il forte completamente e fedelmente.
Il 24 gennaio 1972, poco dopo la creazione degli Emirati Arabi Uniti avvenuta il 2 dicembre 1971, Saqr III tornò in patria dall'Egitto con un certo numero di mercenari e tentò di riprendere il potere con un colpo di Stato. Il gruppo attaccò il palazzo del sovrano all'incirca alle 14.30. Vi furono colpi di arma da fuoco e esplosioni di granate all'interno del palazzo. L'emiro Khalid rimase ucciso. Il golpe però non riuscì grazie al mancato appoggio del Consiglio supremo dell'Unione e all'intervento tempestivo delle forze armate federali guidate dal ministro della difesa Mohammed bin Rashid Al Maktum. In poco tempo il palazzo di Ramla fu circondato e i ribelli costretti ad arrendersi e portati in giudizio.
Gli succedette, dopo un breve governo provvisorio affidato a Saqr bin Muhammad al-Qasimi, il fratello minore Sultan.

## Famiglia
Ebbe quattro figli:
- Faysal, ex ministro della gioventù e dello sport;
- Mohammed, presidente dell'Unione di ping-pong e morto accidentalmente nell'aprile 1996;
- Sultan;
- Ahmed, morto con il padre nel colpo di Stato.